# Municipio de North East
El municipio de North East (en inglés: North East Township) es un municipio ubicado en el condado de Erie en el estado estadounidense de Pensilvania. En el año 2000 tenía una población de 7.702 habitantes y una densidad poblacional de 70 personas por km².

## Geografía
El municipio de North East se encuentra ubicado en las coordenadas 42°12′00″N 79°49′59″O / 42.20000, -79.83306.

## Demografía
Según la Oficina del Censo en 2000 los ingresos medios por hogar en la localidad eran de $42,696 y los ingresos medios por familia eran de $51,056. Los hombres tenían unos ingresos medios de $37,773 frente a los $25,707 para las mujeres. La renta per cápita de la localidad era de $16,516. Alrededor del 5,8% de la población estaba por debajo del umbral de pobreza.